# Pendus de Minsk
Les pendus de Minsk sont des partisans soviétiques de la Seconde Guerre mondiale exécutés par les soldats de la 707e division d'infanterie de la Wehrmacht le 26 octobre 1941 à Minsk en Biélorussie occupée.

## Exécutions
Le 26 octobre 1941, douze partisans sont pendus au centre de Minsk, par les soldats de la 707e division d’infanterie. Il s'agissait du début d'une série d'exécutions destinée à servir d'exemple. Les nazis interdirent de dépendre les corps des victimes, afin d'intimider la population et décourager toute tentative d'insoumission. Les corps de Macha Brouskina, Kirill Trus et Volodia Chtcherbatsevitch restèrent pendus trois jours à l'entrée de l'usine de levures.
Les photos prises par les bourreaux et leurs collaborateurs sont restées célèbres, notamment parce qu'elles figurèrent dans les manuels scolaires soviétiques dès l'après-guerre. Elles figurèrent aussi dans le film de Mikhaïl Romm, Fascisme ordinaire, en 1965. Les photographies de ces pendaisons spectaculaires constituèrent le dossier à charge contre les dignitaires nazis et leur politique d'extermination à l'Est, durant le Procès de Nuremberg.

### Responsabilité des exécutions
L'Einsatzgruppe B, plus particulièrement le Sonderkommando 7B, arriva à Minsk le 5 juillet 1941 et y séjourna cinq semaines. La responsabilité de la Wehrmacht et plus particulièrement de celle de la 6e armée allemande est clairement mise en cause :

« L'ordre du jour adressé le 10 octobre 1941 par Reichenau à la Sixième armée et approuvé par Rundstedt fait clairement partager au commandement de la Wehrmacht la responsabilité des atrocités commises contre les juifs et les civils...(Beevor 1998, p. 88) »

Cet événement compte parmi ceux qui permirent d'alimenter le dossier à charge contre l'idée d'une Wehrmacht apolitique et aux mains propres, défendue jusque dans les années 1970 par d'anciens officiers.

## Les pendus

### Macha Brouskina

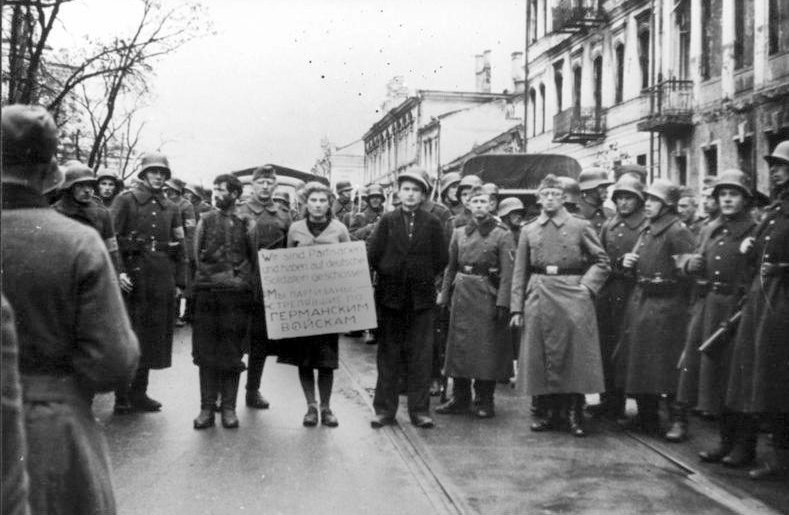
Macha Brouskina avec ses camarades Kyril Trus à sa gauche et Volodia Chtcherbatsevitch, à sa droite, avant sa pendaison à Minsk, 26 octobre 1941.

Maria Brouskina (diminutif hypocoristique : Macha), née en 1924 et âgée de 17 ans, était une infirmière volontaire devenue partisane. Elle rejoint le mouvement de résistance de Minsk. Elle se porte volontaire comme infirmière à l'hôpital de l'Institut polytechnique, qui a été mis en place pour soigner les blessés de l'Armée rouge capturés par la Wehrmacht. 

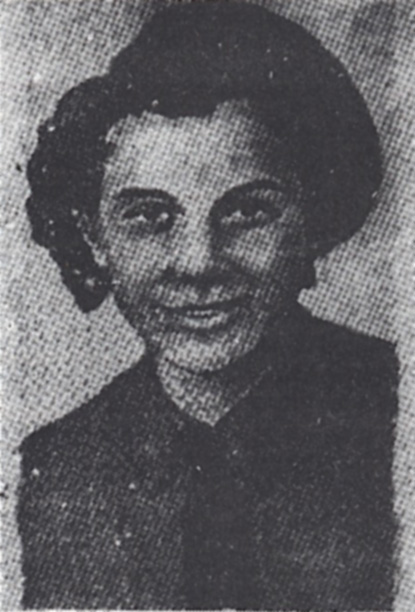
Masha Bruskina

Là, elle intègre une des premières cellules de résistance. Son rôle au sein du groupe était de fournir des médicaments, des vêtements et de fausses identités aux prisonniers de guerre soviétiques afin de favoriser leur évasion vers les forêts avoisinantes. Le 16 octobre 1941, elle et son groupe sont dénoncés par un officier de l'Armée rouge prisonnier : Boris Rudzyanko (qui sera jugé et condamné à mort pour trahison le 16 mai 1951). Elle et ses onze camarades d'infortune ne tardent pas à être arrêtés le 14 octobre 1941. Macha est incarcérée à la prison de Minsk, où elle est sévèrement torturée.

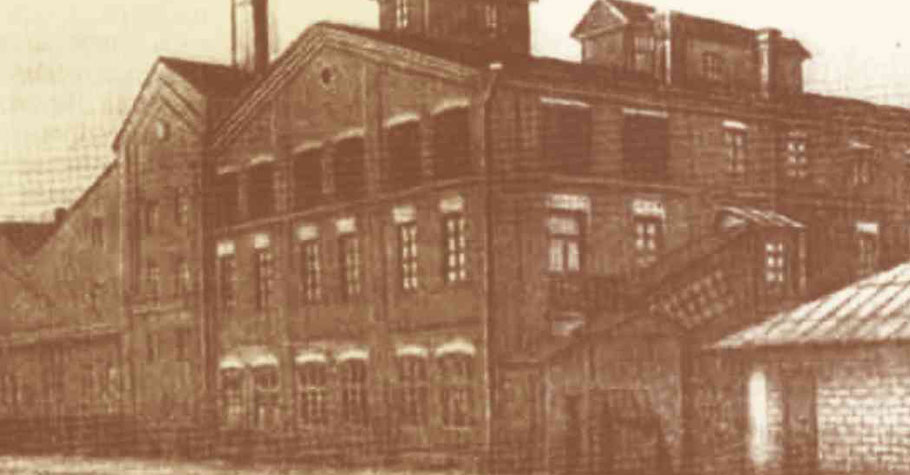
Usine de levures de Minsk : le portail de bois ayant servi de potence pour l'exécution de Kirill Trus, Macha Brouskina et Volodia Chtcherbatsevitch se trouve sur la droite

### Volodia Chtcherbatsevitch
Âgé de 14 ans, Volodia Chtcherbatsevitch (en russe : Володя Щербацевич), né le 31 décembre 1926, a été pendu comme partisan au motif d'avoir tiré sur des soldats allemands. Il est âgé de 14 ans quand il est promené dans les rues de Minsk avec ses deux compagnons d'infortune, Macha Brouskina et le vétéran de la Première Guerre mondiale Kirill Trus, avant d'être pendu.
L'exécution eut lieu à la porte de l'usine de levures (Drozhzhevoy zavod), face au « Minsk Kristall », une brasserie et distillerie de vodka située sur la rue Vorochilov (aujourd'hui 15 Oktiabrskaïa).
Avant d'être pendu, Volodia Chtcherbatsevitch nargua ses bourreaux en leur déclarant que d'autres le suivraient qui le vengeraient[réf. nécessaire].

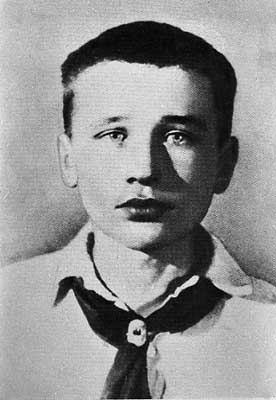
Volodia Chtcherbatsevitch

### Olga Chtcherbatsevitch
Olga Chtcherbatsevitch (en russe : Ольга Щербацевич), mère de Volodia Chtcherbatsevitch, fut pendue à la traverse des anciennes balançoires du jardin public en face du bâtiment de l'Académie des Sciences en compagnie de deux hommes dont l'un n'a pas été identifié, l'autre étant Nikolai Kouznetsov (en russe : Николай Кузнецов).

### Elena Ostrovskaïa
Elena Ostrovskaïa (en russe : Елена Островская) fut pendue dans le square de Komarovskaïa, à Minsk, en compagnie de deux hommes (l'un était juif) non identifiés à ce jour.
Elena Ostrovskaïa était couturière et vivait à Minsk. Il semble qu'elle ait tenté de cacher un des hommes exécutés avec elle et qu'elle fut arrêtée pour cet acte.

### Piotr et Nadejda Ianouchkevitch
Frère et sœur d'Olga Chtcherbatsevitch. Nadejda Ianouchkevitch (en russe : Надежда Янушкевич) fut pendue à un arbre, rue Karl Marx, en compagnie de son frère Petr Ianouchkevitch (en russe : Перт Янушкевич) et d'un homme du NKVD, le commissaire politique Leonid Zorine (Зорин).

### Kirill Trus
Ouvrier dans une usine de wagons de train, Kirill Trus (ou Trusov), avait 41 ans. C'était un vétéran de la première Guerre mondiale, blessé par des éclats d'obus.

Portrait du partisan biélorusse Kirill Ivanovitch Trus, coordinateur du groupe clandestin "Chtecherbatsevitch-Trus". Kirill Trus est pendu le 26 octobre 1941, avec Macha Brouskina et Volodia Chtcherbatsevitch.

C'est pour cette raison qu'en se présentant au recrutement en 1941, il n'a pas été envoyé au front de l'Est. Il disposait d'un poste de radio caché dans son grenier, qui permettait de transmettre des nouvelles du front. Dans le témoignage de sa fille Anna Trousova ,accordé à Ada Dikhtyar en 1968, il ne fut pas arrêté chez lui mais à l'usine où il travaillait, Myasnikov. Sa fille Anna et sa femme Aleksandra témoignèrent sur son arrestation et son exécution. Son fils Ernst Trusov, âgé de 4 ans au moment de l'exécution, prononça un discours lors de la commémoration du 26 octobre 2001, qui eut lieu devant l'usine de levures’.

### Sonia Idelson
Amie de Macha Brouskina, Sonia Idelson (1919-1941) travaille comme infirmière également. En 1937, Sonia Idelson est diplômée de l'école N°5 de Minsk et entre à l'institut médical la même année. On lui prédisait une belle carrière de chirurgienne. Sonia était une bonne joueuse d'échecs. Sonia Idelson a soigné les soldats blessés avec des médicaments provenant d'un stock constitué avant la guerre par son père.

### Nikolaï Kouznetsov
On sait qu'il était l'époux de Nadejda Ianouchkevitch.

### L'ambulancier militaire Pissarenko
Il est la seule victime dont on ne connaît pas l'identité précise. Désigné par sa fonction, l'ambulancier Pissarenko (en réalité Feldscher - en russe, Фельдшер, terme dédié aux travailleurs médicaux fournissant les premiers soins d'urgence sur les champs de bataille, à mi-chemin entre l'infirmier et le médecin). Son rôle a été déterminant : il a fourni des papiers aux soldats sauvés et les exfiltrés de l'hôpital.

### Leonid Zorine
Leonid Zorine était officier politique au NKVD et commandant d'une unité de chars d'assaut. Il est souvent cité sous le nom de « commandant Zorine ». Soldat expérimenté, il dirigeait le « bataillon Zorine » dans les forêts alentour de Minsk. A ne pas confondre avec le partisan juif Shalom Zorine, commandant d'une unité de partisans dans les forêts de Naliboki.

## Occultations et revendications posthumes
Dès que la jeune suppliciée Macha Brouskina fut identifiée, elle devint un enjeu mémoriel entre les mémorialistes de la Shoah qui la revendiquèrent comme juive (ses parents étant juifs soviétiques) et la relièrent aux Partisans juifs, et les mémorialistes soviétiques et communistes qui, eux, se référaient au modèle d'« héroïne de la Grande Guerre patriotique » Zoïa Kosmodemianskaïa, seul comptant le fait d'être « une ardente militante du Parti communiste de l'Union soviétique ». Du fait de cette controverse, son identité ne fut pas révélée au grand public par les autorités soviétiques, qui refusèrent de modifier la liste des noms sur la stèle commémorative des pendus de Minsk, et c'est seulement en 2008 que le nom de Macha Brouskina fut officiellement inclus dans la liste.
Selon Anika Walke, les réticences soviétiques proviendraient de l'intention soviétique (réelle) d'inclure les « partisans juifs » dans les « partisans soviétiques », en popularisant l'image des Juifs se laissant conduire à l'abattoir (véhiculée en URSS à partir de 1948, selon l'historiographie nationaliste). Les historiens David Marples, Nechama Tec et Daniel Weiss allèrent bien plus loin en accusant les autorités soviétiques d'antisémitisme : elles auraient caché le nom de la jeune fille en raison de sa judéité (bien que Brouskine ne soit pas spécifiquement juif). Après la dislocation de l'URSS et la disparition du pouvoir absolu du Parti communiste de l'Union soviétique les recherches historiques et les initiatives personnelles aboutirent en 2008 à l'apposition d'une plaque commémorative à Minsk sur les lieux de son exécution, à la suite des multiples insistances de ses proches, dont son amie Elena Drapkina, et d'érudits locaux. De ce fait, à Minsk, il y a désormais deux plaques commémoratives séparées : l'une pour les pendus de Minsk sans Macha, et l'autre pour Macha Brouskina encadrée par Volodia Chtcherbatsevitch et Kirill Trus.

## Devoir de mémoire
- Le United States Holocaust Memorial Museum délivre à Macha Brouskina une médaille de la résistance pour son courage et son action durant la Seconde Guerre mondiale[15].
- Au printemps 2006 une plaque est inaugurée en Israël mentionnant en hébreu et en anglais: À la mémoire de Macha Brouskina et de toutes les femmes juives qui sont mortes en combattant le Nazisme («  »)[Note 3],[15].
- En 2008, le nom de Macha Brouskina rejoint ceux de Kirill Trus et Volodia Chtcherbatsevitch sur la stèle commémorative de la pendaison de Minsk d'octobre 1941[16].
- Une rue porte le nom de Macha Brouskina dans le quartier Pisgat Ze'ev de Jérusalem depuis le 29 octobre 2007.
- Un navire cargo sous pavillon soviétique construit à Rostock est baptisé Volodia Chtcherbatsevitch (Володя Щербацевич) en 1972[17].